# プブリウス・カニディウス・クラッスス
プブリウス・カニディウス・クラッスス（ラテン語: Publius Canidius Crassus、生年不明 - 紀元前30年）は紀元前1世紀中期の共和政ローマの政治家・軍人。紀元前40年に補充執政官（コンスル・スフェクト）を務めた。

## 出自
カニディウス氏族は無名のプレブス（平民）であり、共和政末期に歴史に登場する。このノーメンはラテン語のcanus、kanus（白っぽい、灰色）という形容詞に由来するもので、一般的に人の髪の毛の色を指す。プブリウス・カニディウスの父のプラエノーメン（第一名、個人名）はプブリウスであるが、それ以外は何も分からない。

## 経歴
カニディウスに関する現存する最初の記録は紀元前43年のものである。ガリア・ナルボネンシスでマルクス・アエミリウス・レピドゥスの部下（おそらくはレガトゥス）として仕え、レピドゥスとマルクス・アントニウスの同盟締結を促進した。その後数年間、カニディウスはアントニウスの友人とみなされ、彼に「多大な影響を与えた」。紀元前40年には、ルキウス・コルネリウス・バルブスとともに、短期間ではあるが補充執政官を務めた。
執政官任期満了後、カニディウスはアントニウスが支配する東方属州に赴いた（三頭官はイタリア以外の属領を三分割し、東方はアントニウス、西方はオクタウィアヌス、アフリカはレピドゥスとそれぞれの勢力圏に分割したていた）。紀元前36年にアントニウスがパルティア遠征を開始すると、カニディウスもこれに加わった。カニディウスは軍の一部を率いて、アルメニアからイベリア王国に侵攻し、ファルナバズ 2世をローマに服従させ、さらにカフカス・アルバニア王国のゾベル王も服従させた。さらにコーカサス地方に進出し、プルタルコスによれば「その結果、アントニウスの名前とその力は蛮族の間に人待った」。アントニウスがオクタウィアヌスとの戦争の準備をしていたとき、カニディウスは16個軍団を率いて、西へと向かった。
カニディウスは、戦争中にクレオパトラがアントニウスと同行することに賛成していたが（プルタルコスは、女王がカニディウスに賄賂を渡したと主張している）、後に彼の考えを変えた。紀元前31年のアクティウムの海戦の前、カニディウスは自軍の優位性は陸上にあるので、クレオパトラをエジプトに戻し、海戦ではなく陸戦で決着をつけることをアントニウスに進言した。そしてマケドニアかトラキアへ撤退し、そこにいるアントニウスの軍団とゲタイと合流することを主張した。これは紀元前48年にカエサルがポンペイウスに対してとった戦略に基づくものとの見方もある。しかしクレオパトラは海戦での勝利が必要と主張し、それが通った。
アクティウム沖で海戦が戦われている間、カニディウスは19個軍団と騎兵12,000を有し、陸上から海戦の結果を見ていた。やがてクレオパトラの艦隊が戦線を離脱し、アントニウスはこれを追って撤退したため、指揮官を失ったアントニウス軍は陸海ともに総崩れとなって潰走した。途中アントニウスはカニディウスに対して、テナル岬からマケドニアを通って東に向かうようにとの命令を送った。しかし、軍の運命がつきたと考えたカニディウスは、ある晩に軍営を離れた。その後カニディウス隷下の軍はオクタウィアヌス側についた。このことは、カニディウス自身がエジプトにいたアントニウスに報告した。
紀元前30年、オクタウィアヌスの完全勝利で戦争は終結した。アントニウスとクレオパトラは自殺し、カニディウスは処刑された。ウェッレイウス・パテルクルスによると、彼は「自分の人生を捧げた職業（軍人）が求めるよりは臆病であった」。

## 参考資料

### 古代の資料
- ウェッレイウス・パテルクルス『ローマ世界の歴史』
- カッシウス・ディオ『ローマ史』
- プルタルコス『対比列伝』
- マルクス・トゥッリウス・キケロ『友人宛書簡集』

### 研究書
- Broughton R. Magistrates of the Roman Republic. - New York, 1952. - Vol. II. - P. 558.
- Lange K. Once again about the battle of the Aktion.
- Münzer F. Canidius 2 // Paulys Realencyclopädie der classischen Altertumswissenschaft . - 1899. - Bd. IV, 1. - Kol. 1465-1476.